# Lafeng
Lafeng (ou La'mfen, Lafen, Lafang, Lamfên) est un village du Cameroun, appartenant à la commune de Bangangté, dans le département du Ndé et la Région de l'Ouest. Il fait partie de la chefferie de Bangoulap.

## Population
Lors du recensement de 2005, la population de Lafeng était de 208 habitants.